# رافاييل سيموني كوينتييري
رافاييل سيموني كوينتييري(بالإيطالية: Raffaele Simone Quintieri) (مواليد 16 مارس 1982) هو لاعب كرة قدم إيطالي سابق، كان يشغل مركز خط الوسط الهجومي. لعب خلال مسيرته الاحترافية في عدد من الدول حول العالم، من بينها الولايات المتحدة، مالطا، ماليزيا، إندونيسيا، والكويت، بالإضافة إلى بلده الأم إيطاليا.

## مسيرته الكروية

#### في إيطاليا
بدأ كوينتييري مسيرته في إيطاليا، حيث لعب في دوري الدرجات الأدنى، واكتسب خبرة كلاعب خط وسط هجومي يتميز بالتمريرات الدقيقة والقدرة على صناعة اللعب.

### الولايات المتحدة
في عام 2013، انضم إلى فريق ميامي يونايتد المشارك في الدوري الأمريكي الممتاز لكرة القدم (NPSL)، حيث تولى شرف قيادة الفريق كقائد. تم تكليفه بقيادة الفريق لتحقيق نتائج جيدة في الدوري وكأس الولايات المتحدة المفتوحة، في ظل تزايد شعبية كرة القدم في البلاد آنذاك. وقد عبّر عن سعادته بتطور كرة القدم في الولايات المتحدة، معتبرًا أنها تسير في الاتجاه الصحيح.

### مالطا
انتقل كوينتييري إلى نادي كورمي المالطي، وشارك في أول مباراة له يوم 3 فبراير 2014 أمام فريق هيبرنيانز، والتي انتهت بخسارة فريقه بنتيجة 5-3. رغم الهزيمة، أعرب اللاعب عن إعجابه بمستوى الدوري المالطي الممتاز، واعتبره لا يقل جودة عن دوري الدرجة الأولى الإيطالي.

### ماليزيا
في عام 2015، انضم كوينتييري إلى نادي سبا الماليزي قبيل انطلاق منافسات الدوري الماليزي الممتاز عام 2015. التقى بعدد من اللاعبين المعروفين، من أبرزهم الدولي السنغالي الحجي ضيوف. ذكر أن نمط الحياة في ماليزيا يشبه الحياة في أوروبا، ما سهّل عليه التكيف بسرعة.

### إندونيسيا
في وقت سابق، خاض كوينتييري تجربة في إندونيسيا مع نادي سيمارانج يونايتد، حيث حظي باستقبال جماهيري حافل. خلال مشاركته مع الفريق، ارتدى القميص رقم 37، ونجح في تقديم تمريرتين حاسمتين في ثلاث مباريات، وكان يأمل في التأهل إلى دوري أبطال آسيا. واعتبر الدوري الإندونيسي مشابهًا لدوري الدرجة الثانية في إيطاليا من حيث المستوى الفني.
لاحقًا، لعب مع نادي سريويجايا في كأس سوديرمان لعام 2015، لكنه لم يتمكن من الاستمرار بسبب الإصابة، مما أدى إلى إلغاء صفقة استمراره مع الفريق. عند عودته إلى إيطاليا، أعرب عن افتقاده للشهرة التي كان يحظى بها في إندونيسيا.

### الكويت
في يناير 2016، وقع كوينتييري عقدًا مع نادي الجهراء الكويتي، للمشاركة في النصف الثاني من موسم 2015–2016. لعب إلى جانب عدد من المحترفين من البرازيل والكاميرون، وكان هدفه المعلن قيادة الفريق لإنهاء الموسم ضمن المراكز الثمانية الأولى في الدوري الكويتي الممتاز.